# Euro NCAP
Euro NCAP (англ. European New Car Assessment Programme) — це європейська програма оцінки безпеки автомобілів, що була заснована у 1997 році у транспортно-дослідницькій лабораторії (англ. Transport Research Laboratory) Міністерства транспорту Великої Британії. Ця організація зараз підтримується Європейською Комісією, владою Франції, Німеччини, Швеції, Нідерландів та Іспанії, а також автомобільними та громадськими організаціями в кожній країні ЄС.. Проводить оцінювання активної та пасивної безпеки авто. Оцінювання активної безпеки проводиться з 2009 року.
Euro NCAP публікує звіти про безпеку нових автомобілів, та надає їм «зірковий рейтинг», що базується на тому, як повів себе автомобіль у низці краш-тестів, включаючи лобовий, боковий удари, удар об стовп та зіткнення з пішоходами.
- Лобовий удар зі зміщенням. Виконується на швидкості 64 км/год (40 миль/год) у перешкоду, що деформується. На задньому сидінні розміщені манекени, що імітують трирічну та півторарічну дитину.
- Боковий удар. Виконується на швидкості 50 км/год. У машину вдаряється платформа з деформовним блоком, удар приходиться на сторону водія.
- Удар об стовп. Виконується на швидкості 29 км/год. Автомобіль ставлять на візок та вдаряють по стовпу, при цьому імітується ситуація втрати керування на слизькій дорозі.
- Зіткнення з пішоходом. Виконується на швидкості 40 км/год. Проводиться декілька тестів із участю манекенів дорослої людини та дитини. Небезпечні для пішоходів зони передньої частини автомобіля позначаються червоним кольором, відносно безпечні — зеленим, проміжні — жовтим.

Протягом років автомобілі європейських автовиробників стають дедалі безпечнішими, і частково завдяки стандартам Euro NCAP. Результати тестів часто беруться до уваги автомобільною пресою, і вони можуть сильно впливати на попит. Наприклад, після того, як Rover 100 у 1998 отримав одно-зірковий рейтинг щодо дорослої людини, він дуже погано продавався і його досить швидко перестали виробляти.

## Історія

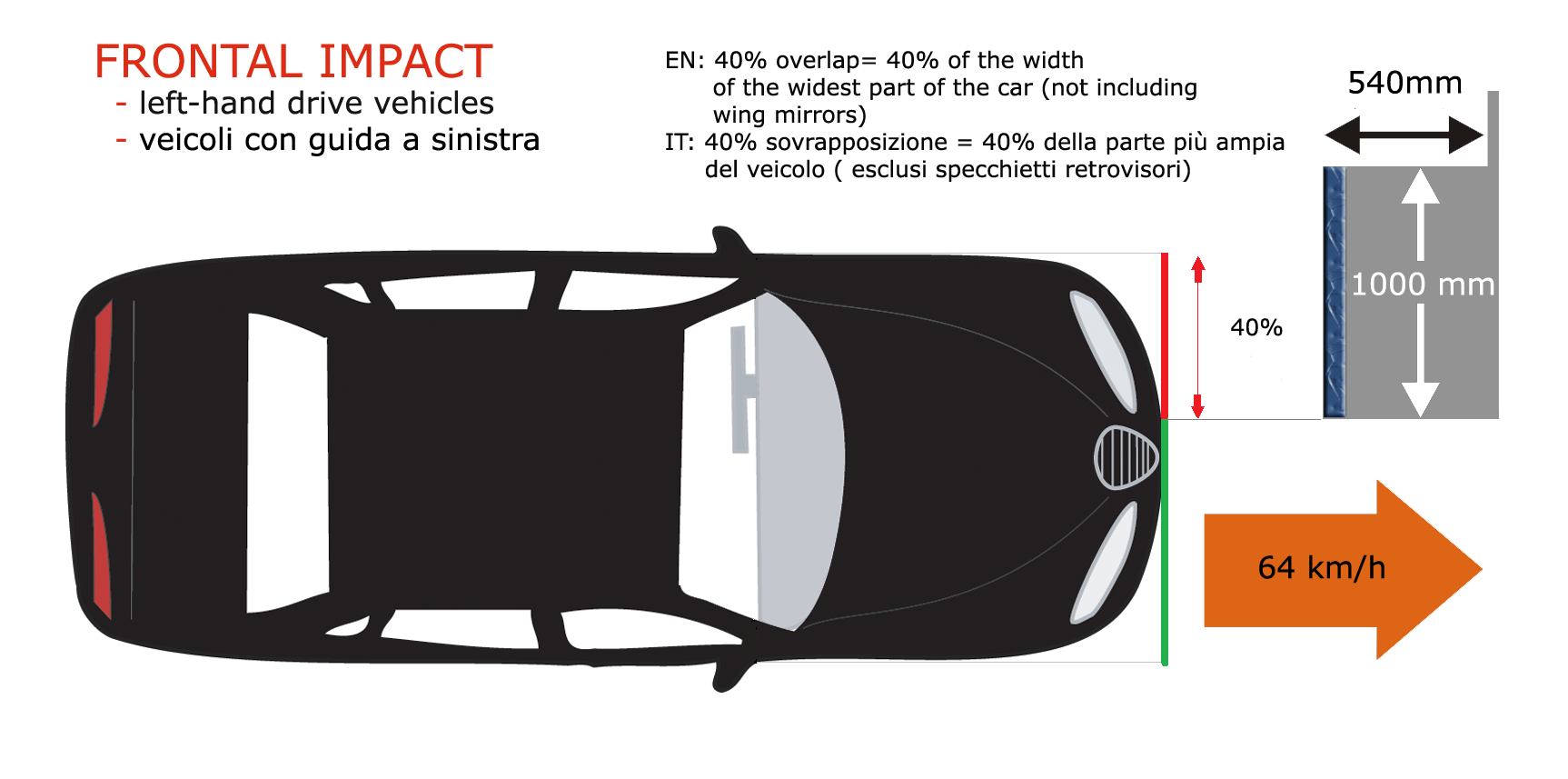
Фронтальний удар

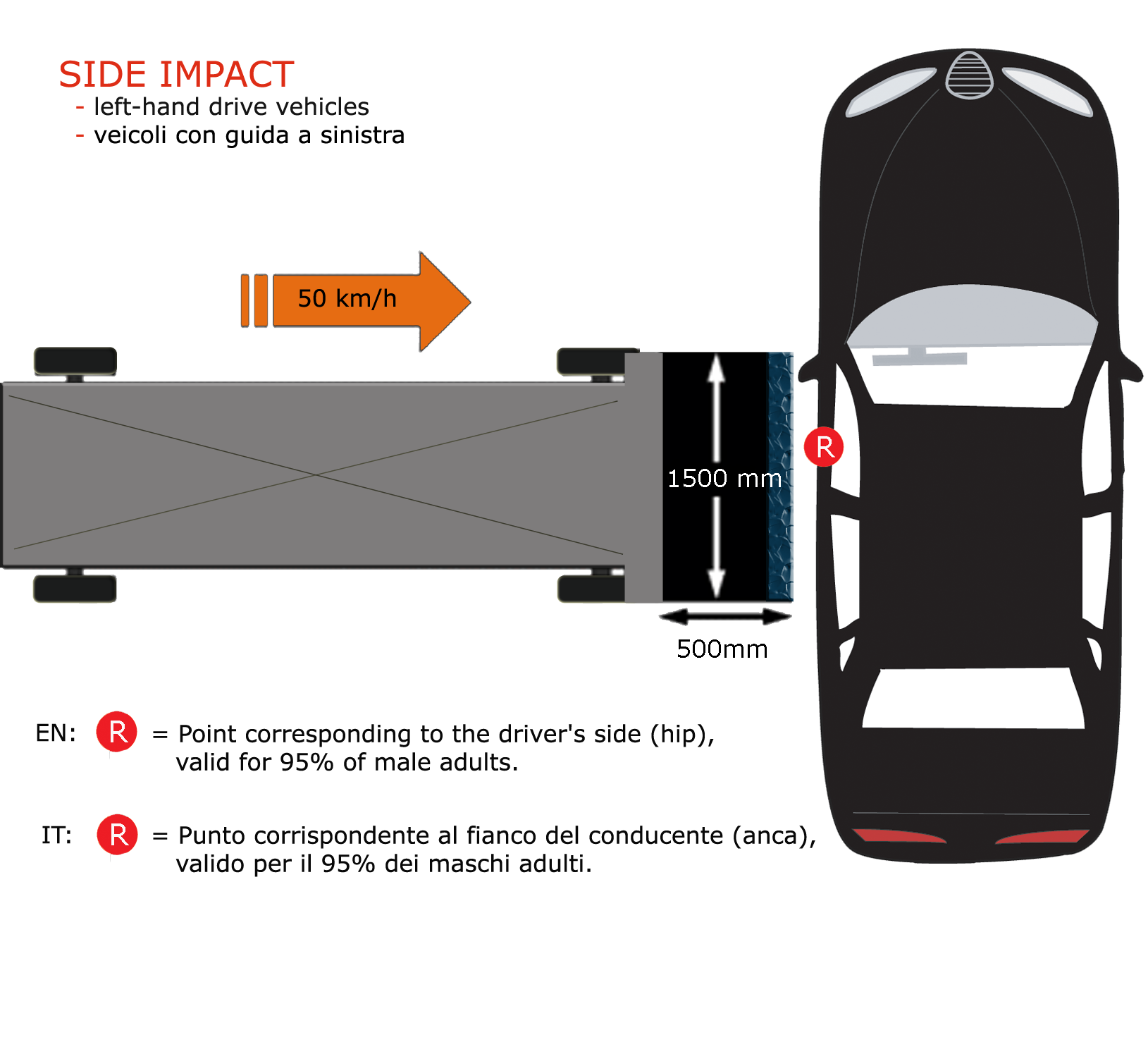
Боковий удар

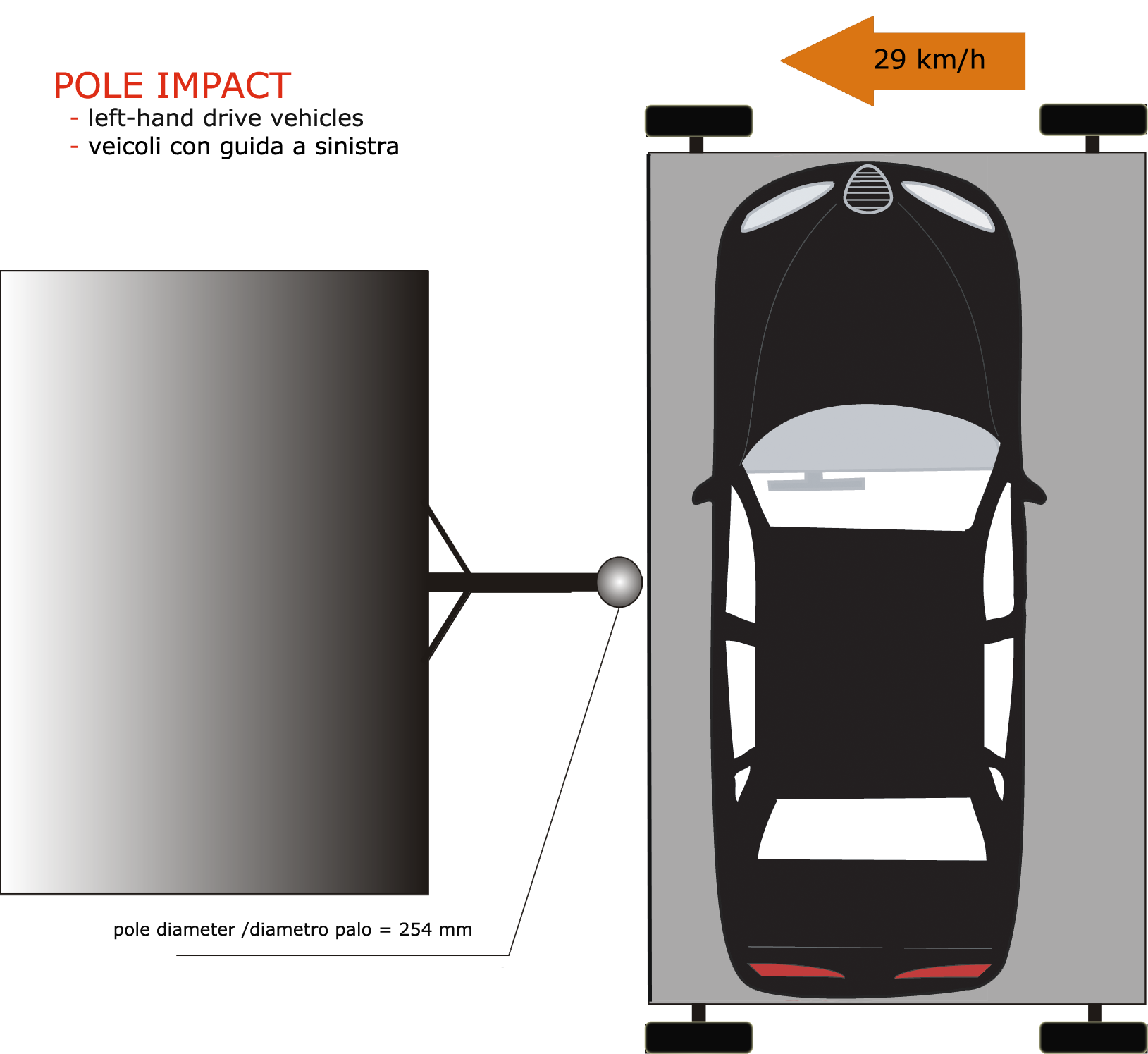
Удар в стовп

З 1970-х років низкою європейських урядів проводилися дослідження з оцінки різних аспектів безпеки автомобіля в Європейському комітеті експериментальних транспортних засобів (EEVC). Завдяки цим дослідженням до початку 1990-х років була розроблена повномасштабна процедура проведення краш-випробувань, що дозволило оцінити ступінь захисту водія і пасажирів при фронтальному і бічному ударі, а також пішоходів, які постраждали в результаті наїзду автомобіля. 
До 1994 року всі пропозиції впровадженню програми проведення краш-тестів на законодавчому рівні отримували рішучу відсіч з боку автомобільної промисловості. Однак у червні 1994 року Департамент транспорту Великої Британії схвалив створення у співдружності програми оцінки нових автомобілів (NCAP), яка в подальшому поширилася по всій Європі. Програма придбала всеосяжний характер на основі процедур випробування розроблених Європейським комітетом експериментальних транспортних засобів. У липні 1995 року в Європейській комісії пройшло обговорення перспектив розвитку програми для Європи. 
На першому етапі випробувань було відібрано сім автомобілів особливо малого класу (А-сегмент) і виробникам було запропоновано надати інформацію про ці автомобілі. Було ясно, що порівняльну оцінку необхідно проводити на більш високому рівні, ніж було передбачено в законодавстві. Для цього було розроблено детальний протокол випробувань. При його створенні були використані результати останніх досліджень і безцінний досвід більшості світових експертів. Характерною особливістю процедури оцінки стало включення інформації про огляд кожного автомобіля. Головна мета огляду полягала в тому, щоб охопити ширший діапазон параметрів автомобіля, пасажира, місць для сидіння і т. д. 
У листопаді 1996 року Шведська національна адміністрація автомобільних доріг (SNRA), Міжнародна автомобільна федерація (FIA), «Міжнародне тестування» і Науково-дослідний Центр Ремонту та Страхування Автомобілів (MIRRC) стали першими організаціями, які приєдналися до цієї програми. Тим самим був сформований EuroNCAP. Його урочисте засідання, присвячене відкриттю, було проведено в грудні 1996 року. 
У лютому 1997 року EuroNCAP була проведена прес-конференція, на якій були представлені результати випробувань у категоріях «Захист дорослих пасажирів ("Adult Occupant Protection")» та «Захист пішоходів ("Pedestrian Protection")». Оприлюднення цих перших результатів викликав значний інтерес засобів масової інформації, що живився сильною негативною реакцією виробників автомобілів. У той же день, автовиробники жорстко розкритикували випробування та оцінки EuroNCAP. Одна з численних претензій полягала в тому, що «критерії оцінки захисту пасажирів настільки серйозні, що машина не може досягти чотирьох зірок». 
У липні 1997 року були опубліковані результати другої фази випробувань, і EuroNCAP була рада можливості оголосити, що Вольво С40 (Volvo S40) став першим 4-зірковий автомобілем, за критеріями захисту водія і пасажирів. 
Поступово збільшувалася кількість членів EuroNCAP. Європейські уряди, Загальний німецький автомобільний клуб (ADAC) та Асоціація британських страховиків підтримали вступ в організацію. 
З появою нових моделей автомобілів ставало все помітнішим поліпшення їх рейтингу по захисту водія і пасажирів. Але, на жаль, поліпшення у сфері захисту пішоходів відбувалися дуже повільно. 
У 1999 році оперативне управління EuroNCAP було перенесено з Великої Британії до Брюсселя. 
У червні 2001 року ще був досягнутий новий етап в історії EuroNCAP, коли Рено Лагуна (Renault Laguna) став першим автомобілем, нагородженим п'ятьма зірками за захист пасажирів. З 2001 року були підвищені вимоги стандартів, з метою того, щоб одержання «п'яти зірок» в класі захисту дорослих пасажирів стало основною метою виробників при розробці нових моделей автомобілів. 
27 листопада в 2003 році презентації в Афінах EuroNCAP оголосила про введення нового рейтингу «Захист дітей ("Child Occupant Protection")». Дослідження показали, що понад 60% дитячих утримуючих пристроїв, не виконують своїх функцій. Це може бути пов'язано з неправильною установки сидіння або слабкого натягу ременя безпеки на дитину або навіть тому, що неправильне сидіння було використано в автомобілі. Цей рейтинг ґрунтується на рекомендаціях виробників утримуючих пристроїв для дітей: 18-ти місячного немовляти і трирічну дитину і має намір дати споживачам ясну інформацію про заходи приймаються автовиробниками для захисту дітей. З цією оцінкою EuroNCAP рекомендує установку дитячого сидіння, батьків брати солідарну відповідальність за безпеку дітей, що перевозяться в автомобілях. 
У лютому 2008 року EuroNCAP вперше почала тестування пікапів. У EuroNCAP зауважив, що ці транспортні засоби використовуються не тільки для перевезення вантажів, але і, в модифікаціях із здвоєною кабіною, позиціюються як сімейний автомобіль. За результатами випробувань жодна модель не змогла досягти оцінки результатів вище, ніж чотири «зірки». Результати продемонстрували, що випробування транспортних засобів поза основного русла може показати дивовижні результати по захисту пасажирів. 
26 листопада в 2008 році в Науково-дослідному Центрі Ремонту та Страхування Автомобілів у місті Тетчу у Великій Британії EuroNCAP опублікувала результати першого етапу випробувань на удар ззаду або плітьовий удар. За 2008 за даною методикою було випробувано 25 легкових автомобілів. Результати ясно показали, що більшості виробників все ще належить пройти довгий шлях зі створення сидінь, здатних захистити пасажирів від травм шиї та хребта. У ході проведення тесту EuroNCAP на удар ззаду приймаються до уваги як геометричні аспекти сидіння, розмір і форма підголівника, його близькість до пасажира, так і його динамічні характеристики. При оцінці даних характеристик сидіння встановлюються на випробувальні санчата і піддаються навантаженням низької, середньої і високої інтенсивності, які представляють цілий ряд факторів, що викликають отримання травм при аваріях. 
Випробування на плітьовий удар є складовою частиною нової схеми оцінки рейтингу по EuroNCAP, розпочатої в лютому 2009 року. У 2007 році, незважаючи на гарні оцінки по захисту дорослого пасажира, 67% моделей отримали тільки дві зірки в рейтингу «захист пішохода». Стурбованість EuroNCAP полягала в тому, що багато виробників поставили за мету досягти високих балів за безпеку дорослих пасажирів для залучення споживачів, в той час як під загрозою опинилася безпека за іншими показниками. EuroNCAP вважає, що споживачі, при виборі нового автомобіля, зацікавлені як у власній безпеці, так і в безпеці інших учасників дорожнього руху. З цієї причини EuroNCAP розробила нову систему рейтингу, що оцінює загальну безпеки транспортного засобу. Максимальний рейтинг у новій системі EuroNCAP як і раніше становить п'ять зірок. Новий рейтинг відображає загальний рівень захисту дорослих та дітей, що знаходяться в салоні автомобіля, а також пішоходів.